# Mères et Filles (film, 1974)
Pour les articles homonymes, voir Mères et Filles.
Pour plus de détails, voir Fiche technique et Distribution.
Mères et Filles (Дочки-матери, Dochki-materi) est un film soviétique réalisé par Sergueï Guerassimov, sorti en 1974,,. C'est l'adaptation de la pièce de théâtre éponime d'Aleksandr Volodine.

## Synopsis
Une jeune fille Olga, élève d'un orphelinat, veut retrouver sa mère, qu'elle n'a jamais vue. Olga n'a qu'une seule lettre de sa mère qui se trouvait dans le dossier personnel de la jeune fille à l'orphelinat. Pendant les vacances, elle voyage de Sverdlovsk à Moscou, car l'enveloppe de la lettre porte une adresse à Moscou.

## Distribution
- Lioubov Polekhinа : Olga Vassilieva
- Tamara Makarova : Elena Vassilieva
- Innokenti Smoktounovski : Vadim Vassiliev
- Sergueï Guerassimov : Piotr Vorobiov
- Svetlana Smekhnova : Ania
- Larissa Oudovitchenko : Galia
- Zurab Kipshidze : Rezo

## Fiche technique
- Réalisation : Sergueï Guerassimov
- Scénario : Aleksandr Volodine
- Photographie : Vladimir Rapoport
- Musique : Sviatoslav Tchekine
- Décors : Piotr Pachkevitch
- Production ; Studio Gorki
- Format ; mono - 35 mm
- Pays :URSS
- Sortie : 1974